# Yatsuhashi
Yatsuhashi (八ツ橋) er japanske søde sager, der sælges i Kyoto som miyage (souvenirs).
Yatsuhashi fremstilles ved at ris males til pulver og derefter blandes med kanel og sukker. Derefter kan det tørres eller rulles råt med adzukibønner.
Navnet yatsuhashi kan i overført betydning gengives som en vinkelbro. Kanelstængerne er brædder på en smal bro i zigzag-form, sådan som den første kanji, 八, gengiver. Det er tegnet for tallet otte, der benyttes her på grund af sin form. Sådanne zigzag-formede broer kan findes over damme i mange parker. Og hvis den går gennem en irismark, minder den japanerne om en berømt fortælling, Ise-Monogatari, der står i forbindelse med Kyoto.